# Río Tiwanacu
Río Tiwanacu är ett vattendrag i Bolivia.   Det ligger i departementet La Paz, i den västra delen av landet, 500 km nordväst om huvudstaden Sucre. Río Tiwanacu ligger vid sjön Lago de Huiñaymarca.
Trakten runt Río Tiwanacu består i huvudsak av gräsmarker. Runt Río Tiwanacu är det ganska glesbefolkat, med 26 invånare per kvadratkilometer.